# Neogebicula
Neogebicula is een geslacht van kreeftachtigen uit de klasse van de Malacostraca (hogere kreeftachtigen).

## Soorten
- Neogebicula alaini (Sakai, 1982)
- Neogebicula holthuisi Liu & Liu, 2010
- Neogebicula monochela (Sakai, 1967)
- Neogebicula wistari Ngoc-Ho, 1995